# 敦賀信人
敦賀 信人（つるが まこと、1977年11月3日 - ）は、日本の男子カーリング選手で、漁師。

## 人物
北海道常呂町（現北見市常呂自治区）出身の男子カーリング選手で、現在は漁師。北海学園北見大学卒業。
もともとスピードスケートをしていたが、中学2年生でカーリングを始め、翌年には全日本ジュニア選手権で優勝。世界ジュニア選手権では1996年に7位、1997年も4位に入り、'97年には大会のベストスキップに選ばれる。日本選手権では1996年から1999年まで4連覇を達成（うち97年から3年は長野五輪代表チームとなる全日本チームとしての出場）。1998年長野オリンピックでは、弱冠20歳にして日本代表のスキップ（主将）を務めチームを5位に導いた。
その後は北見市常呂のカーリングチーム「アイスマン」のスキップとして活動し、2010年から2012年まで日本カーリング選手権で3連覇している。また同郷の小笠原歩と組んだミックスダブルスにも挑戦した経験がある。
2013年の第30回日本カーリング選手権の決勝でSC軽井沢クラブに敗れ準優勝となった。漁師との両立が難しくなったため日本選手権への出場はこれが最後と表明した。
現在は、公益社団法人日本カーリング協会強化委員会副委員長。名寄市立大学にて特命教授として「スポーツ実技Ⅱ」(カーリング）の講義を担当。また、中高生のジュニアチーム「常呂ジュニア」のコーチも担当しており、2021年には第38回日本カーリング選手権大会にも出場した。
2023年5月、北海道コンサドーレ札幌カーリングチームのコーチに就任。

## チーム

### 4人制男子
| シーズン | スキップ   | サード      | セカンド   | リード   | リザーブ   | 備考      |
| -------- | ---------- | ----------- | ---------- | -------- | ---------- | --------- |
| 1995-96  | 佐藤浩     | 敦賀信人    | 堀員仁     | 阿部晋也 | 敦賀浩司   | WJCC 1996 |
| 1996-97  | 敦賀信人   | 柏木寛昭    | 中山隼     | 柳沢和人 | 柳沢敬太   | WJCC 1997 |
| 1997-98  | 敦賀信人   | 佐藤浩      | 近江谷好幸 | 工藤博文 | 中峰寿彰   | OG 1998   |
| 1997-98  | 敦賀信人   | 佐藤浩      | 堀員仁     | 阿部晋也 | 広沢祐輔   | WJCC 1998 |
| 1998-99  | 敦賀信人   | 堀員仁      | 佐藤浩     | 工藤直樹 | 近江谷好幸 | PPC 1998  |
| 1999-00  | 敦賀信人   | 佐藤浩      | 堀員仁     | 工藤直樹 | 阿部晋也   | JCC 2000  |
| 2000-01  | 敦賀信人   | 堀員仁      | 藤沢公     | 藤沢伸光 | 中原正裕   | JCC 2001  |
| 2001-02  | 敦賀信人   | 表周一郎    | 志賀匡晃   | 藤沢伸光 |            | JCC 2002  |
| 2003-04  | 近江谷好幸 | 敦賀信人    | 井川和彦   | 平間祐次 | 合坂幸介   | JCC 2004  |
| 2005-06  | 近江谷好幸 | 敦賀信人    | 井川和彦   | 平間祐次 | 竜滝剛     | PCC 2005  |
| 2005-06  | 近江谷好幸 | 敦賀信人    | 竜滝剛     | 井川和彦 | 平間祐次   | WMCC 2006 |
| 2006-07  | 敦賀信人   | 竜滝剛      | 井川和彦   | 柴谷優策 | 澤向裕     | JCC 2007  |
| 2007-08  | 敦賀信人   | 澤向祐希    | 竜滝剛     | 佐藤翼   | 柴谷優策   | JCC 2008  |
| 2008-09  | 敦賀信人   | 澤向祐希    | 柴谷優策   | 羽石遼佑 | 小野寺亮二 | JCC 2009  |
| 2009-10  | 敦賀信人   | 澤向祐希    | 柴谷優策   | 羽石遼佑 | 石垣龍耶   | WMCC 2010 |
| 2010-11  | 敦賀信人   | 澤向祐希    | 柴谷優策   | 羽石遼佑 | 寺町太智   | PCC 2010  |
| 2011-12  | 敦賀信人   | 澤向祐希    | 柴谷優策   | 羽石遼佑 | 寺町太智   | PACC 2011 |
| 2012-13  | 敦賀信人   | 澤向祐希    | 柴谷優策   | 羽石遼佑 | 寺町太智   | JCC 2013  |
| 2023-24  | 清水徹郎   | 阿部晋也(s) | 大内遥斗   | 敦賀爽太 | 敦賀信人   | JCC 2024  |

(s)…スキップ

## 主な成績
1992-1993年シーズン
- 日本ジュニアカーリング選手権 1位

1993-1994年シーズン
- 日本ジュニアカーリング選手権 2位

1994-1995年シーズン
- 日本ジュニアカーリング選手権 2位

1995-1996年シーズン
- パシフィックカーリング選手権 2位
- 日本カーリング選手権 1位（アイスマン）
- 世界ジュニアカーリング選手権 7位

1996-1997年シーズン
- 日本ジュニアカーリング選手権 4位
- 日本カーリング選手権 1位（全日本チーム）
- 世界ジュニアカーリング選手権 4位

1997-1998年シーズン
- パシフィックカーリング選手権 2位
- 長野オリンピック 5位
- 日本カーリング選手権 1位（全日本チーム）
- 世界ジュニアカーリング選手権 5位

1998-1999年シーズン
- パシフィックカーリング選手権 2位
- 日本カーリング選手権 1位（全日本チーム）

2003-2004年シーズン
- 日本カーリング選手権 1位（Super Mariners）

2004-2005年シーズン
- 日本カーリング選手権 1位（チーム近江谷：Super Marinersと同チーム）

2005-2006年シーズン
- パシフィックカーリング選手権 2位

2009-2010年シーズン
- 日本カーリング選手権 1位（チーム常呂：アイスマン）

2010-2011年シーズン
- パシフィックカーリング選手権 6位
- 日本カーリング選手権 1位（チーム常呂：アイスマン）

2011-2012年シーズン
- パシフィックカーリング選手権 6位
- 日本カーリング選手権 1位（チーム北見：アイスマン）

2012-2013年シーズン
- 日本カーリング選手権 2位（チーム北見：アイスマン）